# Kawasaki C-2
Kawasaki C-2 (prej C-X) je dvomotorno reaktivno vojaško transportno letalo. Načrtovalo ga je japonsko podjetje Kawasaki Heavy Industries (KHI). Glavni uporabnik bodo Japonske letalske sile.
Japonci so sprva namerevali kupiti zahodna letala kot so C-130J Super Hercules, Boeing C-17 Globemaster III ali Airbus A400M. Vendar so se kasneje odločili za razvoj svojega letala. Novo letalo bo zamenjalo starejše Kawasaki C-1 in C-130.
C-2 bo imel nekaj podobnih delov kot štirimotorni P-X za patruliranje morja. Cena razvoja obeh letal je približno $3 milijarde. Če bo povpraševanje je možna tudi komercialna verzija. 
Prvi let je bil 26. januarja 2010.
Letalo je moralo izpolniti prej določene zahteve kot so: najmanj 26 ton tovora, 120 tonska vzletna teža in možnost pristanka na kratkih stezah. Med gradnjo prototipov so imel nekaj težav s kovicami na repu in pod trupom.

## Tehnične specifikacije (C-2)
Podatki iz Japanese MoD flightglobal.com
Splošne karakteristike
- Posadka: 3: 2 pilots, 1 loadmaster
- Število sedežev: Dolžina 16 m x širina 4 m x višina 4 m

  - 8 463L Palet ali
  - 1 UH-60J helikopter
- Tovor: 37600 kg (84000 lb)
- Dolžina: 43,9 m (144 ft)
- Razpon kril: 44,4 m (145 ft 8 in)
- Višina: 14,2 m (46 ft 7 in)
- Teža praznega letala: 60800 kg (133920 lb)
- Maks. vzletna teža: 141400 kg (265000 lb)
- Pogon letala: 2 × GE turbofan CF6-80C2K1F[9], 59740 lbf (266 kN) vsak

 Zmogljivost 
- Potovalna hitrost: Mach 0,8 (550 mph, 890 km/h)
- Doseg: 6500 km (4039 mi; 3510 nmi) z 12 tonskim tovorom)
- Največji doseg: 10000 km (6214 mi; 5400 nmi)
- Višina leta: 12200 m (40000 ft)